# Élisabeth-Charlotte de Bavière
Pour les articles homonymes, voir Princesse Palatine et Liselotte.
Titre
Duchesse d'Orléans
19 novembre 1671 – 9 juin 1701
(29 ans, 6 mois et 21 jours)
Signature
Élisabeth-Charlotte du Palatinat, comtesse de Simmern (en allemand : Elisabeth Charlotte von der Pfalz, Gräfin von Simmern), née le 27 mai 1652 au château de Heidelberg et morte le 8 décembre 1722 au château de Saint-Cloud, est une princesse de la branche palatine de la maison de Wittelsbach, fille du comte-électeur Charles Ier Louis et de la princesse Charlotte de Hesse-Cassel.
Si aujourd’hui, c’est le plus souvent sous le vocable de « Princesse Palatine » ou simplement « la Palatine » qu’elle est désignée, en épousant Philippe d’Orléans, frère du roi Louis XIV, Élisabeth-Charlotte devient duchesse d’Orléans et porte à la cour le titre de « Madame », titulature conférée à l’épouse du premier frère cadet du roi régnant. En France, par convention et du fait de son appartenance à la maison de Wittelsbach, elle est appelée « Charlotte-Élisabeth de Bavière ».

## Famille
Élisabeth-Charlotte est la fille de l’électeur palatin Charles Ier Louis (1617-1680), comte palatin du Rhin et de la princesse Charlotte de Hesse-Cassel (1627-1686). Elle est également la petite-fille de l’électeur Frédéric V, le « roi d’un hiver » qui fut mis au ban de l’empire et mourut prématurément en exil, et de la princesse Élisabeth Stuart, sœur du roi Charles Ier d’Angleterre qui connut lui aussi une fin tragique. Sa famille la surnomme « Liselotte ».
Élisabeth-Charlotte épouse par procuration le 16 novembre 1671 le duc Philippe d’Orléans, fils cadet de Louis XIII. Adoptant immédiatement les deux filles issues du précédent mariage de son mari (Marie-Louise et Anne-Marie), elle lui donne trois enfants :
- Alexandre-Louis d’Orléans (1673-1676), duc de Valois, mort en bas âge (3 ans), ce qui affecte profondément la duchesse ;
- Philippe d’Orléans (1674-1723), duc de Chartres, qui devient régent à la mort de Louis XIV ;
- Élisabeth-Charlotte d’Orléans (1676-1744), « Mademoiselle de Chartres », épouse Léopold Ier, duc de Lorraine et de Bar, et plus tard régente des duchés.

## Une princesse allemande

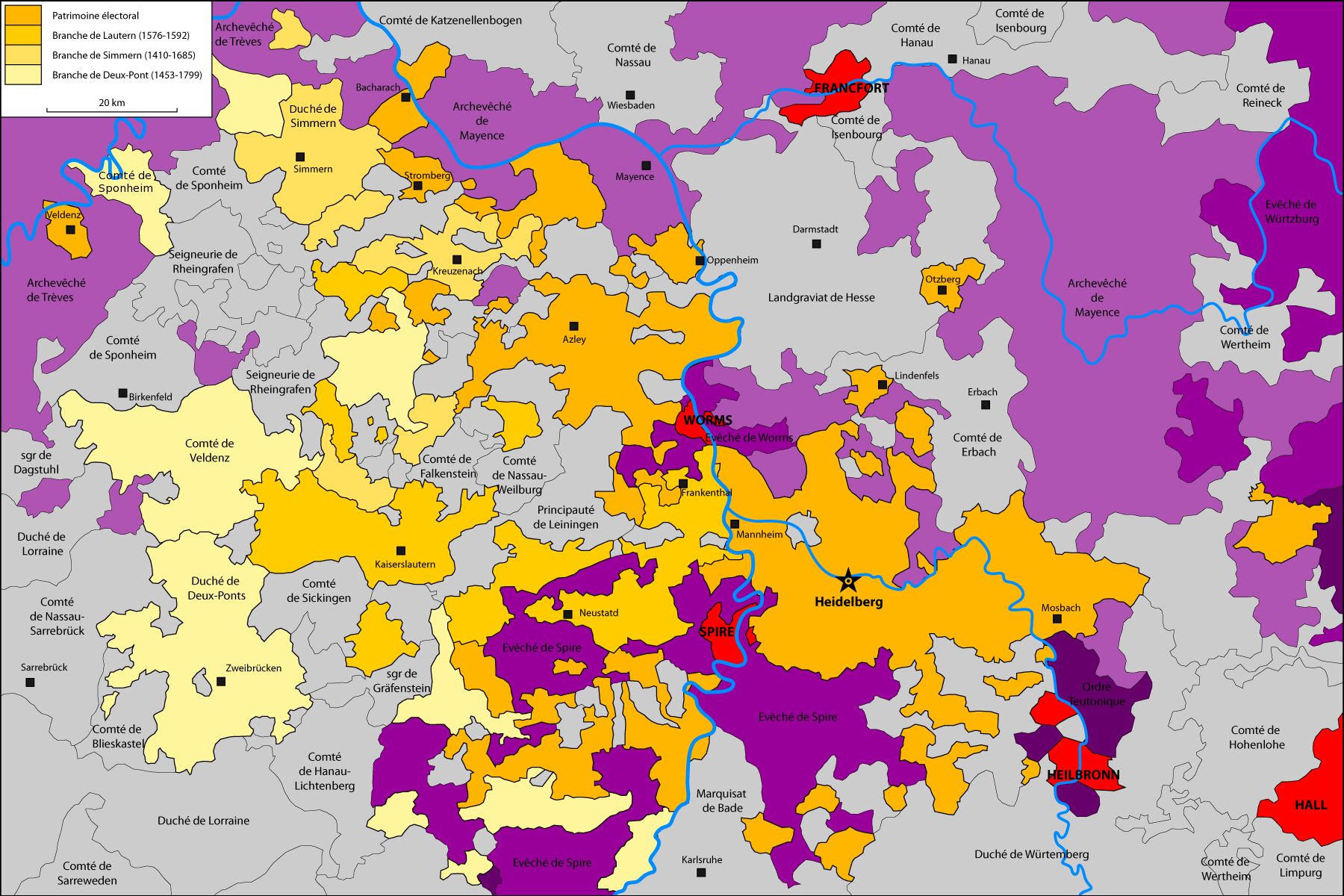
Carte du Palatinat.

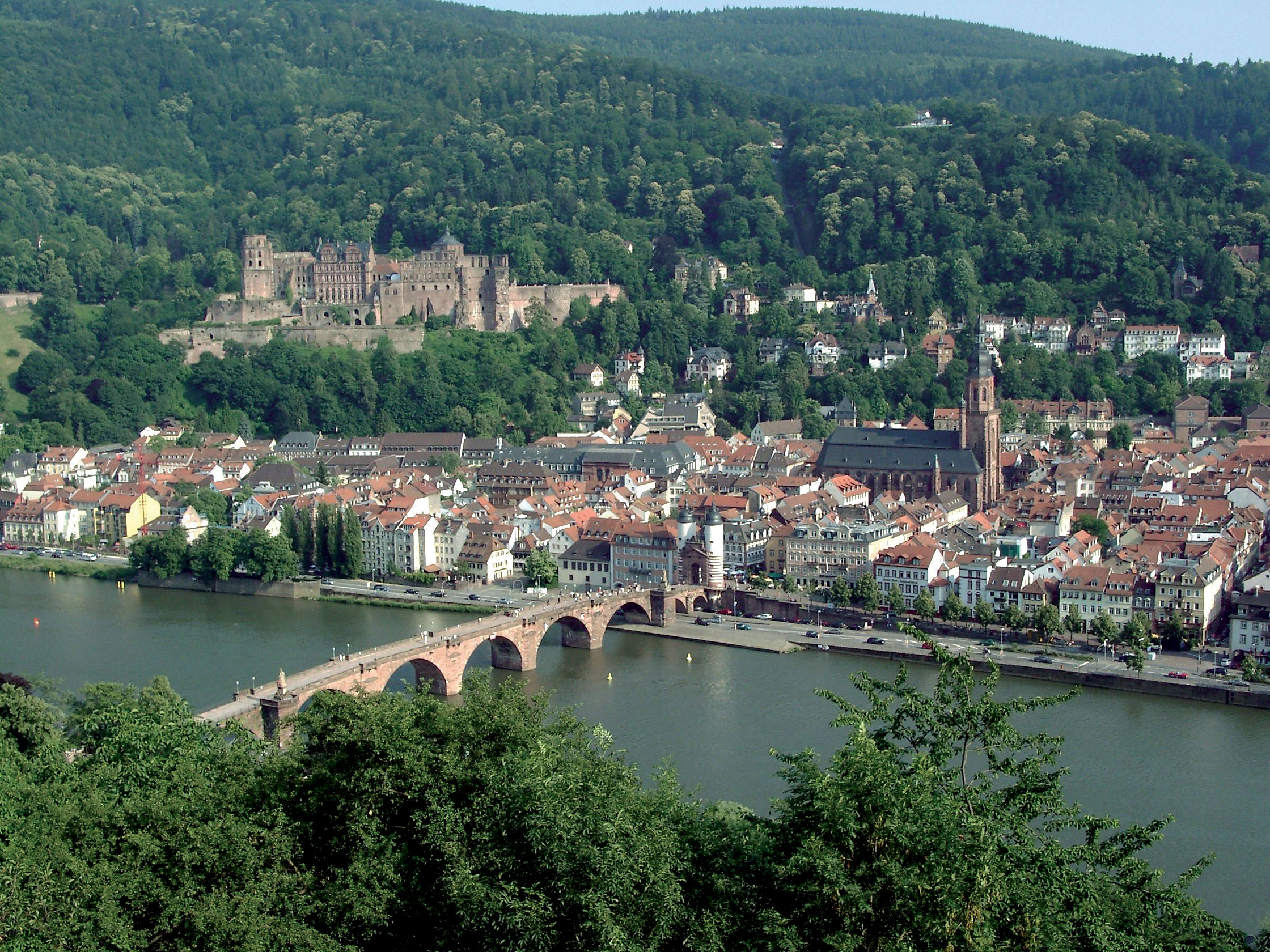
Vue de Heidelberg.

Membre de la maison de Wittelsbach, la future « Madame » appartient à la branche aînée qui règne sur le palatinat du Rhin et qui s'est convertie au calvinisme quand la branche cadette, farouche défenseur du catholicisme, règne sur la Bavière. Le chef de la branche aînée est également détenteur de la dignité d'électeur à l'Empire, ce qui en fait le premier prince allemand juste après l'empereur, quand le chef de la branche cadette est un simple parent du souverain. En 1619, les Tchèques, protestants, révoltés contre l'empereur, proposent à l'électeur Frédéric V du Palatinat de devenir leur souverain. Jeune encore, gendre du roi d'Angleterre, le jeune électeur accepte. Il se trouve confronté au parti catholique dont son cousin bavarois est un des chefs. Il ne régnera qu'un hiver. Vaincu, ses États sont confisqués par l'empereur qui lui ôte sa dignité d'électeur pour la confier au duc de Bavière. Il doit s'exiler avec femme et enfants aux Provinces-Unies. Il mourra en exil en 1632, tandis que certains de ses enfants et cousins se tournent vers le catholicisme.
Son fils, Charles Ier Louis du Palatinat, retrouve ses États à la fin de la guerre de Trente Ans, mais ne recouvre pas la dignité d'électeur de ses ancêtres : une dignité électorale supplémentaire est créée à son intention, mais il passe du premier rang au dernier. Il est le père d'Élisabeth-Charlotte et de son frère.

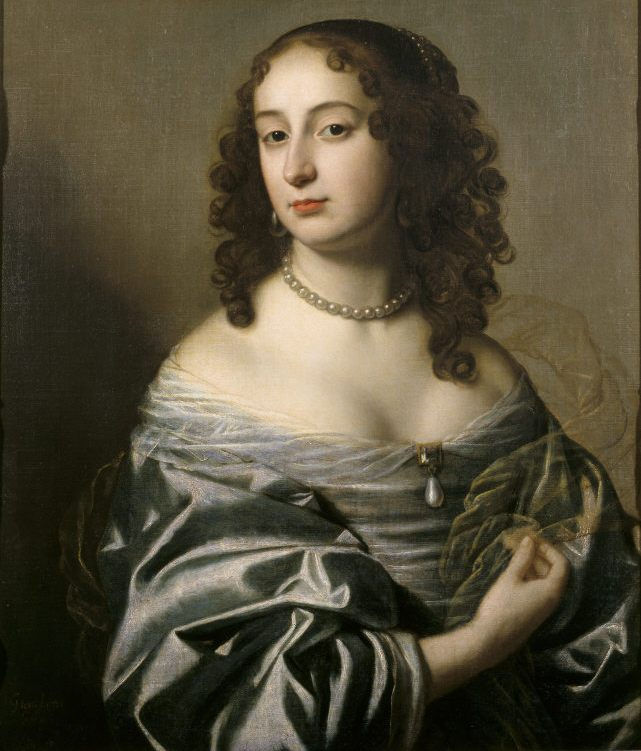
Sophie de Hanovre, la tante adorée qui lui servit de mère, correspondante particulière de Madame et tête politique.

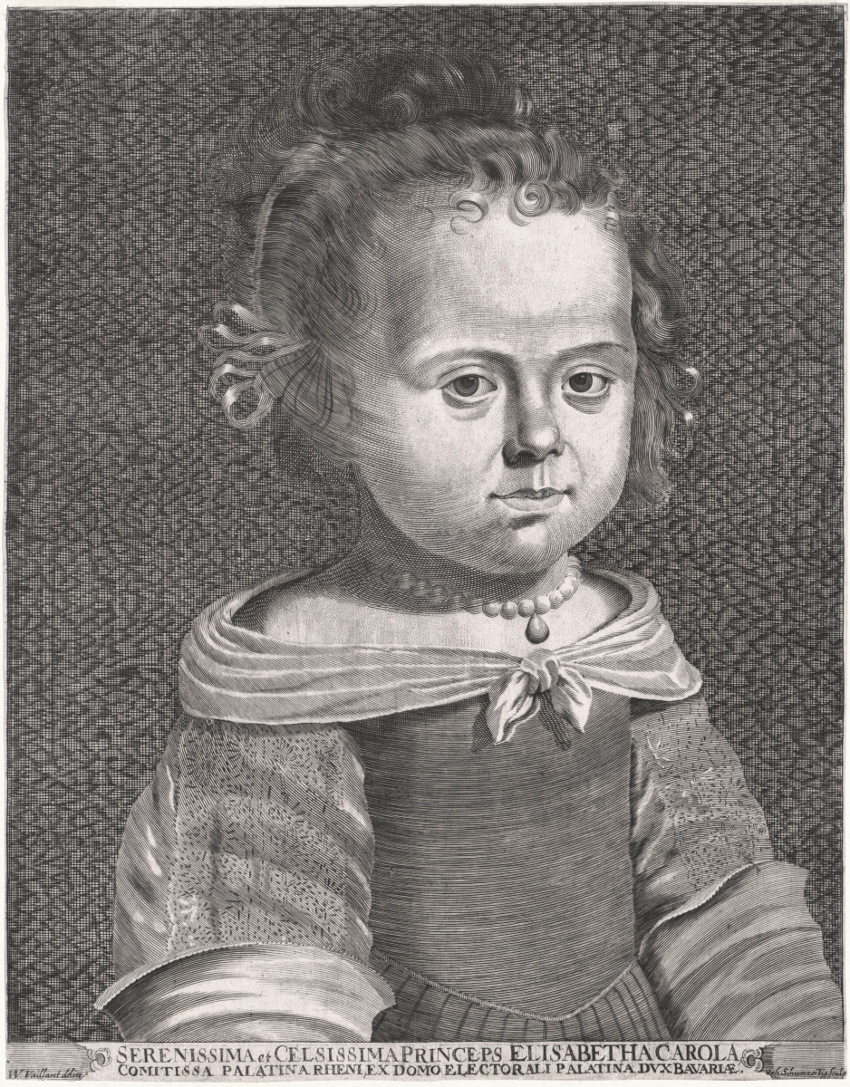
Élisabeth-Charlotte, enfant.

Élisabeth-Charlotte est une proche parente des souverains d'Europe. Le roi Charles Ier d'Angleterre, le duc de Brunswick-Lunebourg (futur électeur de Hanovre) sont ses oncles, le roi de Danemark, l'électeur de Brandebourg (futur roi « en » Prusse) et le landgrave de Hesse-Cassel sont ses cousins. Elle est élevée dans la religion réformée à Heidelberg puis, à partir de 1657, date du divorce de ses parents et du remariage de son père avec sa maîtresse, à Hanovre et Herrenhausen, chez sa tante paternelle la duchesse de Brunswick-Lunebourg. Celle-ci a pour secrétaire et bibliothécaire Leibniz et fait donner à sa nièce une éducation humaniste et ouverte où Montaigne et Rabelais tiennent une place de choix.
De retour à la cour paternelle en 1662, Élisabeth-Charlotte se trouve confrontée à l’épouse morganatique de son père et à ses nombreux demi-frères et sœurs. Malgré l’affection qu’elle leur porte, la jeune princesse gardera toute sa vie un certain mépris voire de la haine pour les situations fausses.
Aimant son pays, sa liberté et la vie au grand air, Élisabeth-Charlotte refuse tous les partis qu’on lui présente au grand dam de son père. Cependant en 1670 meurt sa tante « à la mode de Bretagne » Henriette d’Angleterre, épouse de Philippe d’Orléans (Monsieur), frère du roi Louis XIV.
Une tante par alliance d’Élisabeth-Charlotte, Anne de Gonzague de Clèves, fort bien introduite à la cour de France et qui par ses talents d’entremetteuse a déjà marié sa fille aînée avec un prince du sang, négocie alors le remariage du duc d’Orléans avec Élisabeth-Charlotte : malgré sa faible dot et sa religion protestante, cela permettrait la neutralité du palatinat du Rhin dans le conflit récurrent qui oppose le roi de France aux Habsbourg. L’électeur accepte avec joie cette union brillantissime pour sa fille.

## Madame, belle-sœur du roi

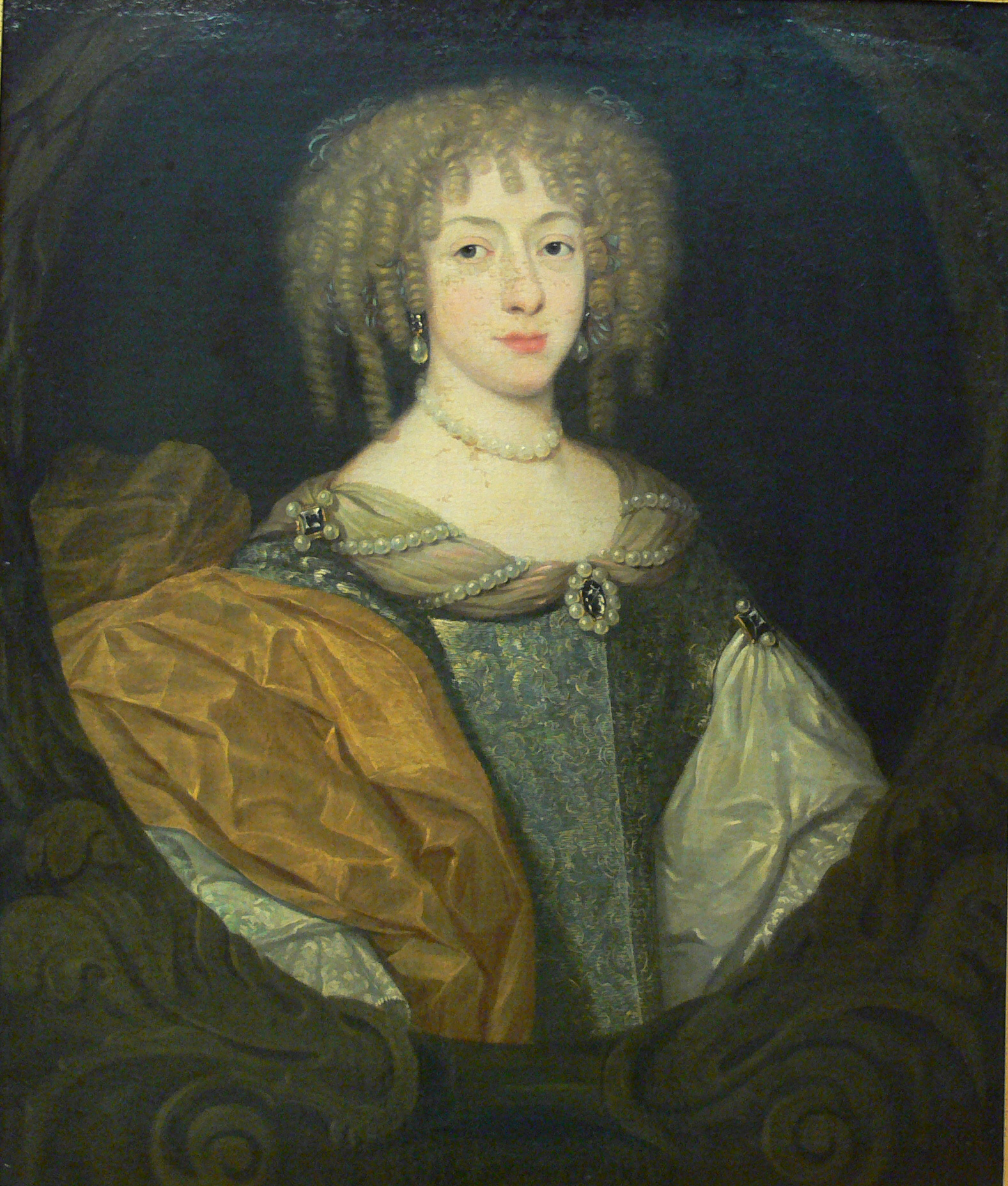
Élisabeth-Charlotte en 1670.

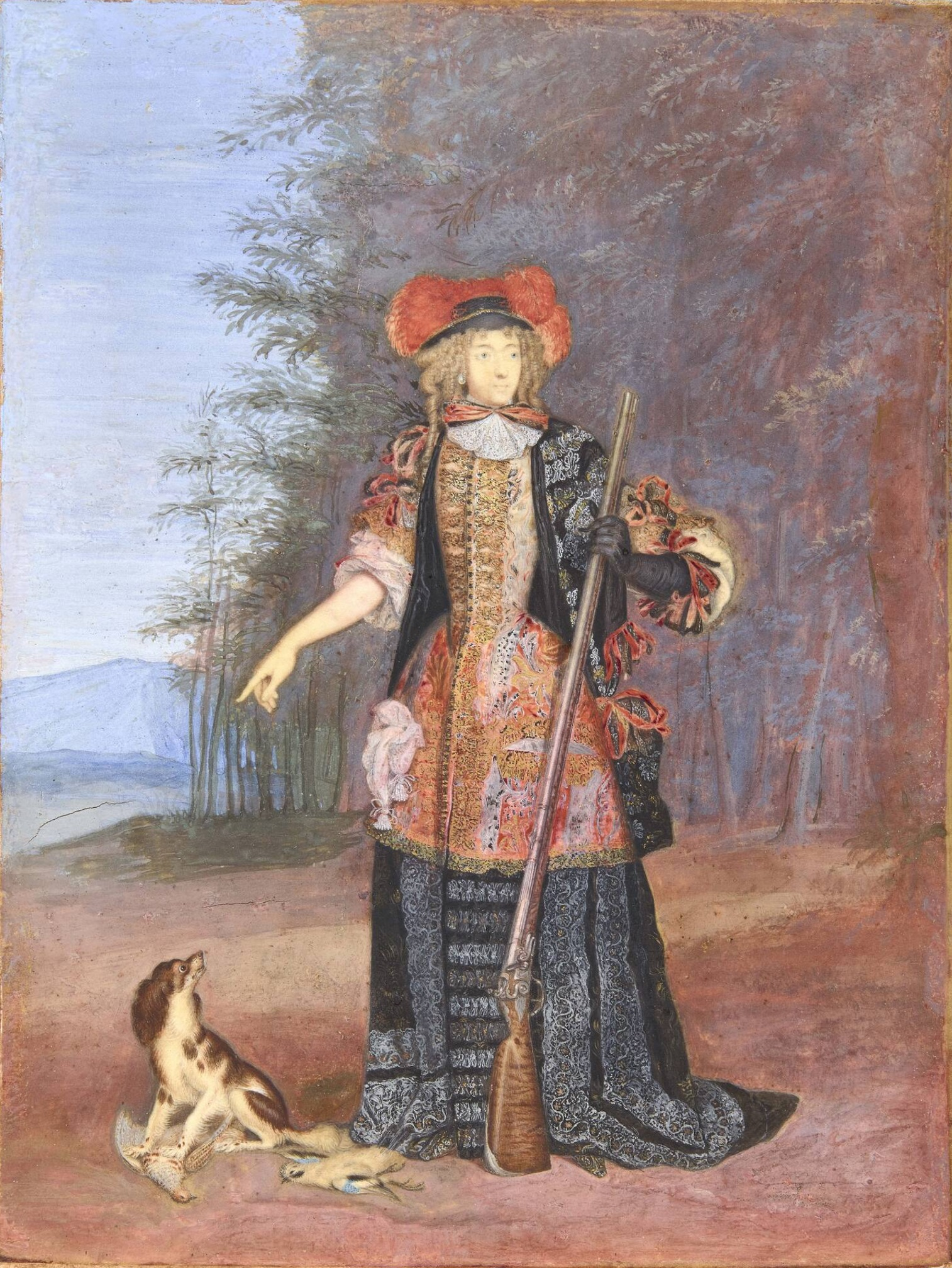
Joseph Werner, Madame, duchesse d’Orléans, en tenue de chasse, vers 1671.

Après s’être convertie au catholicisme à Metz, elle épouse par procuration le 16 novembre 1671 devant l’évêque de la ville Georges d'Aubusson de La Feuillade en la cathédrale de Metz, le duc Philippe d’Orléans, fils cadet de Louis XIII. Elle rencontre puis épouse son mari en personne trois jours plus tard dans la chapelle de l’évêché de Châlons-sur-Marne. À dix-neuf ans, la jeune Allemande jalouse de sa liberté est devenue « Madame, belle-sœur du roi », la plus importante princesse française après la reine.
Sachant apprécier la nature, Montaigne, Rabelais et la liberté, elle ne s’est jamais sentie très à son aise à la cour de Versailles régie par une étiquette rigoureuse, où fleurissent des intrigues de toutes sortes, et où les relations humaines ne sont fondées que sur l’intérêt et l’égoïsme. En outre, si, comme l’observe un historien, « dans la fraîcheur de ses vingt ans, Madame n’était pas désagréable à regarder », après une maladie de la petite vérole en 1693, son physique est compromis par un embonpoint considérable. Elle ne se voit pas agréable à regarder. Dans une de ses lettres, elle se dépeint ainsi : « Il faut que vous ne vous souveniez guère de moi si vous ne me rangez pas au nombre des laides ; je l’ai toujours été et je le suis devenue encore plus des suites de la petite vérole ; ma taille est monstrueuse de grosseur [...] J’ai la bouche grande, les dents gâtées, et voilà le portrait de mon joli visage. »
À son arrivée à la cour, Madame doit d'abord affronter la comparaison avec sa devancière, la pétulante Henriette d'Angleterre. Elle déjoue certains pièges de courtisans qui souhaitent entrer dans ses faveurs en l'entraînant dans la vie mondaine qu'appréciait la « première Madame ». La princesse de Monaco essaie même de l'initier aux plaisirs saphiques, mais Élisabeth-Charlotte est trop sérieuse pour apprécier ces comportements et, soucieuse de la dignité de son rang, s'entoure d'un cercle de personnes de confiance pour lesquelles elle éprouvera une véritable amitié et qui fournira au roi Louis XIV, bien malgré elle, certaines de ses maîtresses, comme Mademoiselle de Ludres.
Elle est en butte aux persécutions des familiers de son mari qui souhaitent conserver leur influence sur le faible prince et certains ragots attiseront la jalousie maladive de son mari. Le duc d'Orléans, menant un train de vie dispendieux (elle a souvent du mal à payer les deux cent cinquante personnes au service de sa maison) et indifférent aux charmes féminins, ne lui montre que l’empressement strictement nécessaire pour assurer une descendance. Il préfère en effet ses favoris, le Chevalier de Lorraine et le marquis d'Effiat, qui sont pour Madame des ennemis.

## Une grande plume du Grand Siècle
Pétillante d’esprit, indépendante, la princesse se consacre alors à une correspondance très abondante qui lui vaut le surnom d’« Océan d’encre ». Ses lettres, au nombre de 60 000 (un dixième est conservé), rédigées dans un style savoureux, constituent une source d’informations précieuse sur la vie à la cour de France. La princesse reste allemande de cœur et elle abhorre la cour et l’étiquette. Si on l’en croit ses lettres, la dépravation attribuée à la Régence règne déjà dans toute la seconde moitié du grand règne.

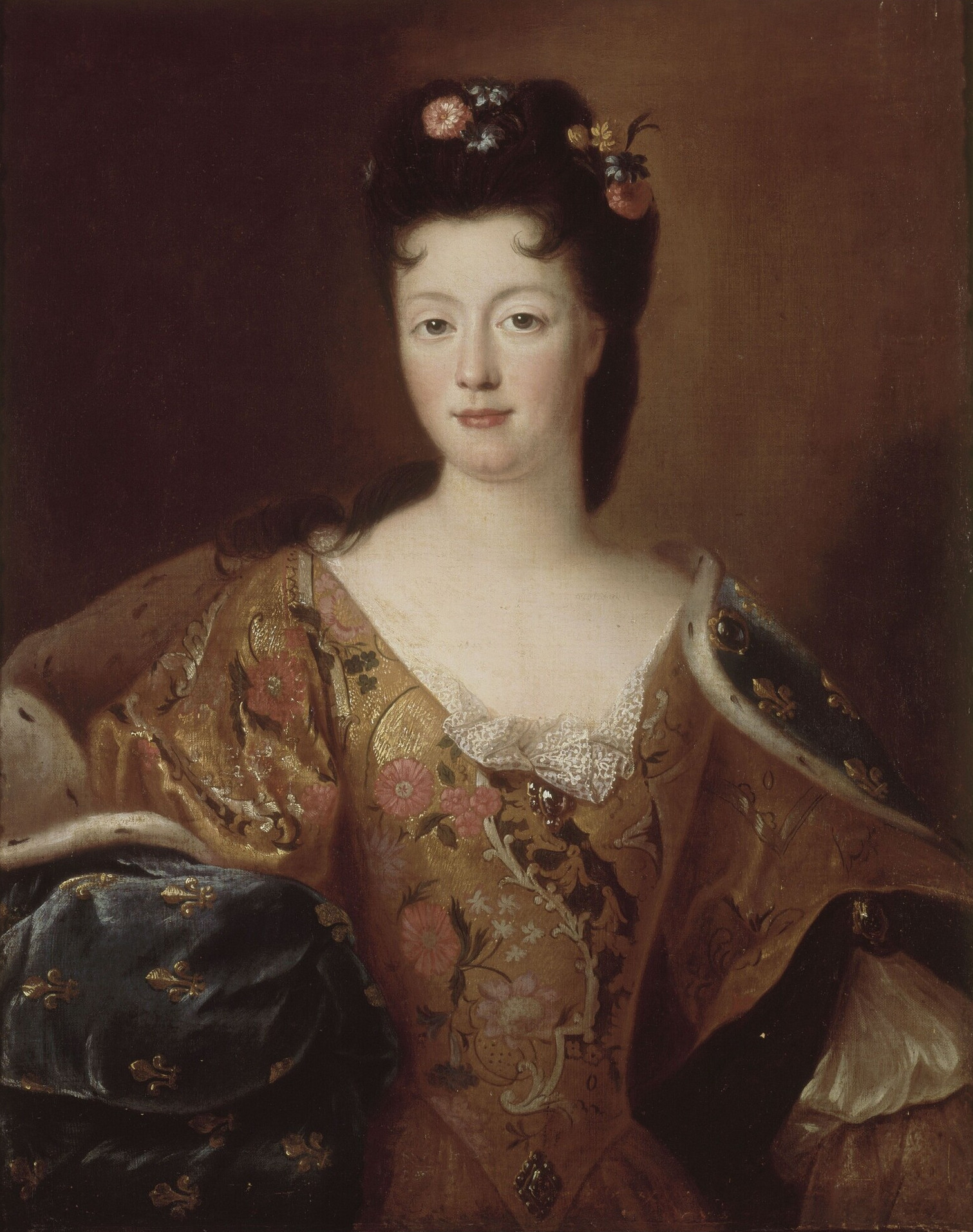
Élisabeth-Charlotte, duchesse de Lorraine et de Bar, fille de Madame.

Consciente de son rang et de ses devoirs, elle ne dissimule pas ses antipathies, en particulier contre sa deuxième belle-sœur, Madame de Maintenon, qu’elle surnomme (entre autres) « la ripopée », « la vieille conne ». Elle ne recule pas, on le voit, devant le mot trivial. Méprisant la famille illégitime du roi, à l'exception de son neveu le comte de Vermandois, pour qui elle avait une grande affection étant sa tutrice, elle surnomme par exemple le comte de Toulouse (fils du roi et de madame de Montespan) « la chiure de souris », ou, à propos de la sœur de ce dernier, Mademoiselle de Blois, que son fils Philippe a épousée, elle écrit : « Ma belle-fille ressemble à un cul comme deux gouttes d’eau ». Elle s’est d’ailleurs fortement indignée de ce mariage, Mademoiselle de Blois, bien que fille légitimée du roi, étant issue de l’union doublement adultérine de ce dernier avec Mme de Montespan.
D’après le duc de Saint-Simon, elle serait allée jusqu’à gifler son fils sous les yeux de toute la Cour quand elle apprend que celui-ci a accepté ces épousailles qu’elle juge indignes de son rang.
En revanche, elle montre toujours le plus grand respect envers le roi, tout en déplorant l’influence des gens qui l’entourent. Elle parle souvent de son fils en déplorant ses mauvaises fréquentations mais en admirant son intelligence et ses succès militaires. Par contre, elle se montre une mère attentive, et sa correspondance avec sa fille (détruite en grande partie en 1719), la duchesse de Lorraine et de Bar, est pleine de conseils maternels.

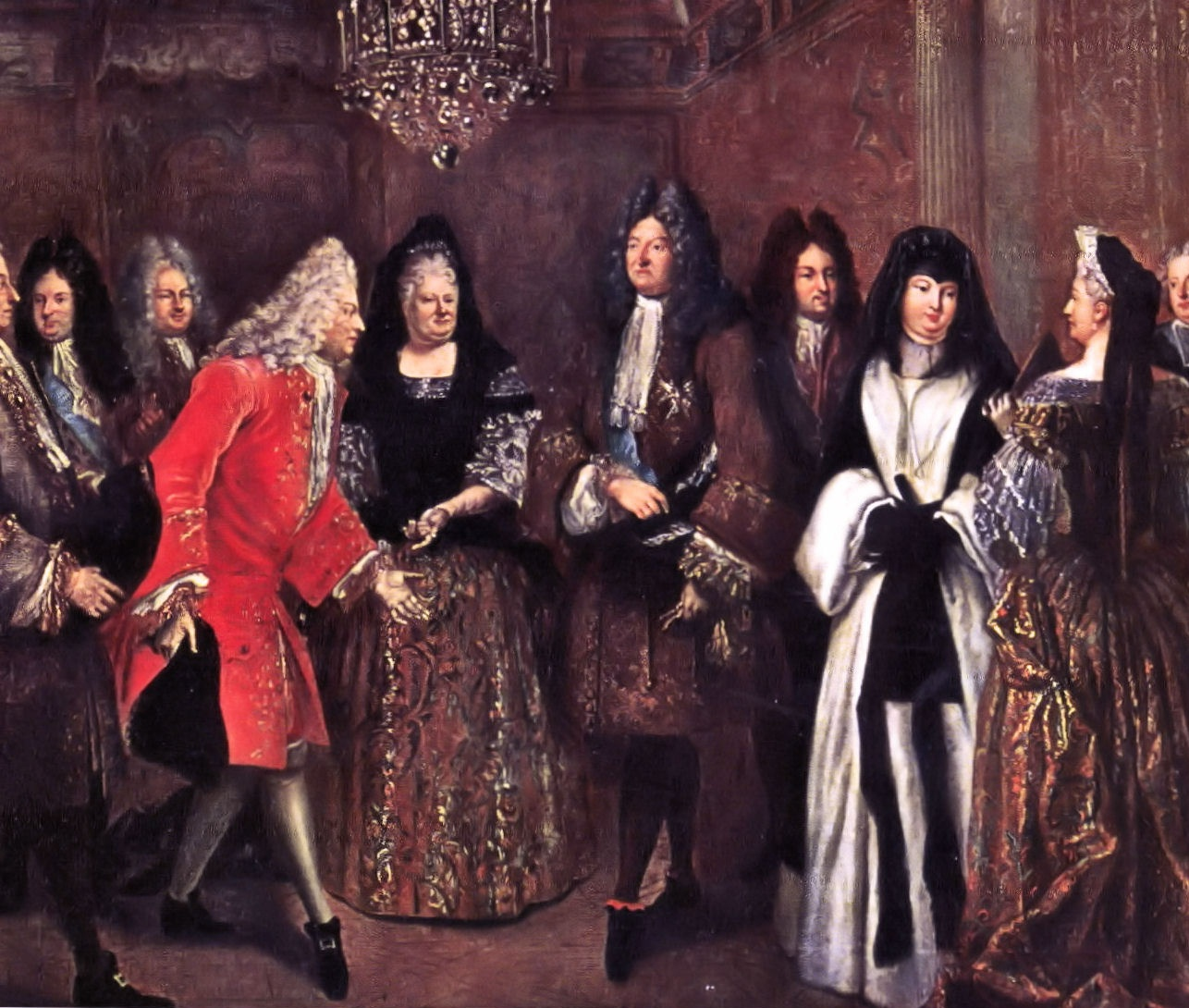
Madame présentant le prince électoral de Saxe à Louis XIV.

La princesse suit les débats d’idées de son temps et entretient même une correspondance avec Leibniz, mais elle ne partage pas le penchant de plus en plus dévot que suit le règne de Louis XIV. Elle partage dans ses lettres ses doutes sur de nombreux points de religion. Elle-même protestante convertie par devoir au catholicisme, à Metz, pour pouvoir épouser le frère du roi de France, elle reste fidèle dans son cœur à la foi de son enfance, et du reste, témoin de la Révocation de l’édit de Nantes, elle ne comprend pas pourquoi des peuples peuvent se dresser les uns contre les autres sur des points qui lui paraissent mineurs. Jamais elle ne se console de la détresse du Palatinat, sa région d’origine, ravagée par les armées du roi, son beau-frère, et tient Louvois pour responsable de la mort de son père (1680) et de son frère (1685). Jusque dans les dernières années, elle regrette sa jeunesse à Heidelberg. Elle souffre aussi des avanies et des intrigues de l’entourage de son mari.
À la mort de son mari en 1701, elle brûle les lettres compromettantes du duc et de ses amants auxquels il lègue une grande partie de ses biens alors qu’il laisse de nombreuses dettes à sa femme. Elle doit donc vendre pierreries et tableaux. Son contrat de mariage stipule qu’en cas de veuvage, l’héritage doit revenir à son fils aîné. Aussi craint-elle que le roi ne l’envoie dans un couvent ou au château de Montargis. Louis XIV qui apprécie sa belle-sœur l’autorise à conserver son rang, ses résidences et ses appartements au château de Versailles, lui fournissant même une rente de 250 000 livres.
Elle meurt au château de Saint-Cloud le 8 décembre 1722 et est inhumée dans la nécropole royale de la basilique de Saint-Denis.

## Œuvres

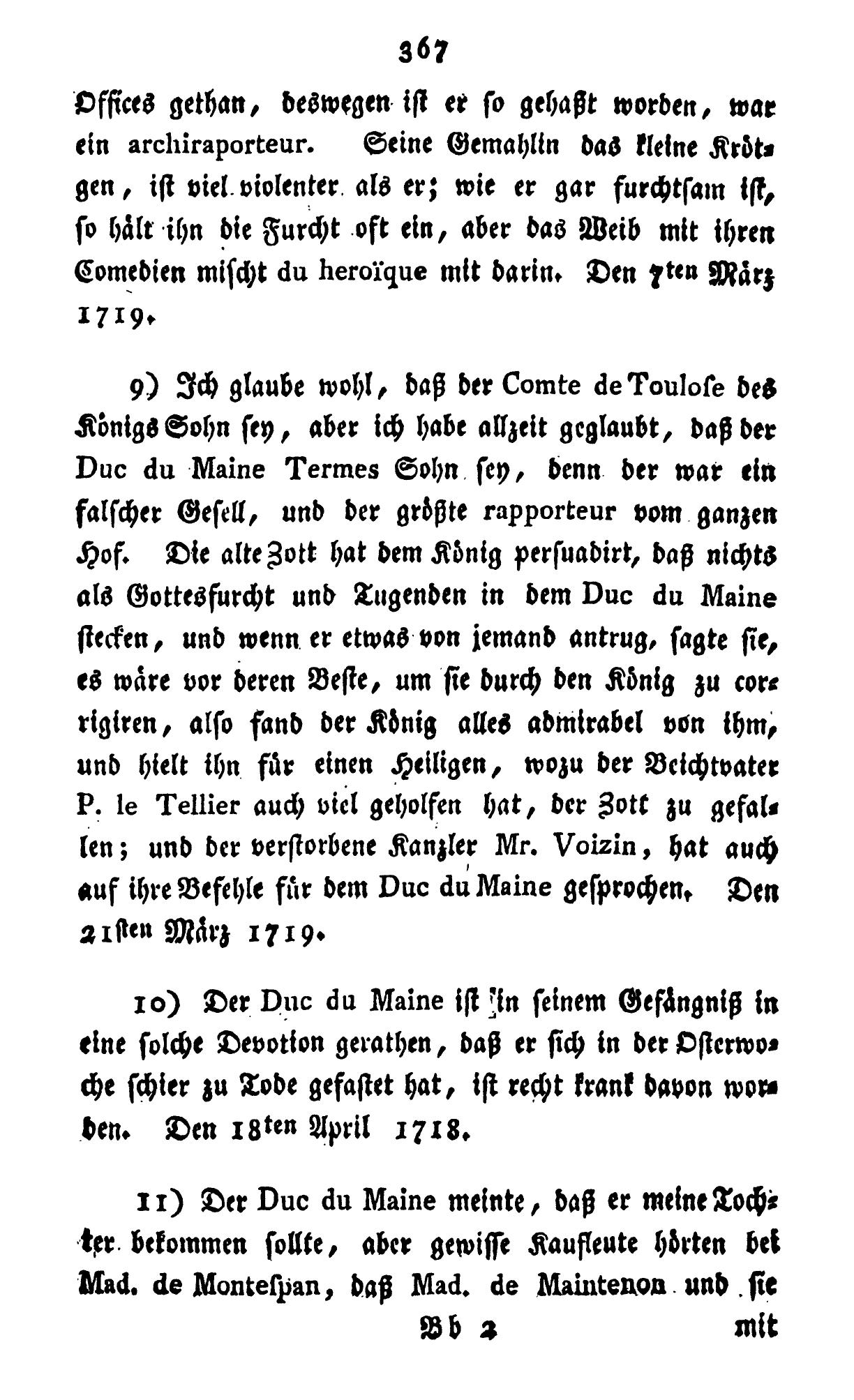
Anekdoten vom Französischen Hofe, 1789.

On a publié en 1788 des fragments des Lettres originales de Madame, etc., écrites de 1715 à 1720 au duc Ulrich de Brunswick et à la princesse de Galles ; réimprimés en 1823 sous le titre de Mémoires sur la cour de Louis XIV et de la Régence, extraits de la correspondance de Mme Élisabeth Charlotte, etc.
Sa Correspondance complète (sic) a été traduite de l’allemand et publiée en 1855 par G. Brunet. Les lettres sont le plus souvent assez mal traduites, voire forgées artificiellement en compilant des extraits de plusieurs lettres différentes en une seule, assortie d’une date de fantaisie. De plus, tous les passages jugés trop crus (dont elle était fort prodigue) sont censurés. Plusieurs autres éditions ont suivi. Toutes ne contiennent pas la fameuse «lettre stercoraire» citée par les frères Goncourt, dans laquelle la princesse décrit à sa tante Sophie de Hanovre, avec force détails scatologiques et sur un mode humoristique, la difficulté de déféquer à Fontainebleau (9 octobre 1694). Cette lettre est republiée dans le premier numéro de la revue Freak Wave, en 2008. Élisabeth Charlotte de Bavière a également écrit de nombreuses lettres en français, éditées par Dirk Van der Cruysse en 1989.
Il existe également un livre, Mélanges historiques, anecdotiques et critiques sur la fin du règne de Louis XIV et le commencement de celui de Louis XV par Madame la princesse Élisabeth-Charlotte de Bavière, seconde femme de Monsieur, frère de Louis-le-Grand : (souvenirs) précédés d’une « notice sur la vie de cette illustre princesse » rédigée par Maubuy. L’ensemble représentant une table des matières de cinquante chapitres évoquant, et au passage étrillant, un grand nombre de personnages de la cour en commençant par le roi lui-même, son caractère et ses mœurs, sa conduite à l’égard de son épouse, ses amours, sa mort. Puis vient l’évocation des favorites royales : Mademoiselle de Fontanges, Louise de La Vallière, Madame de Montespan, Madame de Maintenon, etc. Nous connaissons une publication de cet ouvrage en 1807.
Une sélection des Lettres de la Princesse Palatine a été publiée en 1999 aux éditions du Mercure de France  (ISBN 9782715221802).

## Titres
- Blason de la duchesse.27 mai 1652 – 16 novembre 1671 : Son Altesse Sérénissime La [Princesse Palatine] Elisabeth Charlotte, comtesse palatine de Simmern, comtesse palatine du Rhin, duchesse de Bavière.

Blason de la duchesse.

- 16 novembre 1671 – 9 juin 1701 : Son Altesse Royale Madame, duchesse d'Orléans.
- 9 juin 1701 – 8 décembre 1722 : Son Altesse Royale Madame, duchesse douairière d'Orléans.

## Descendance

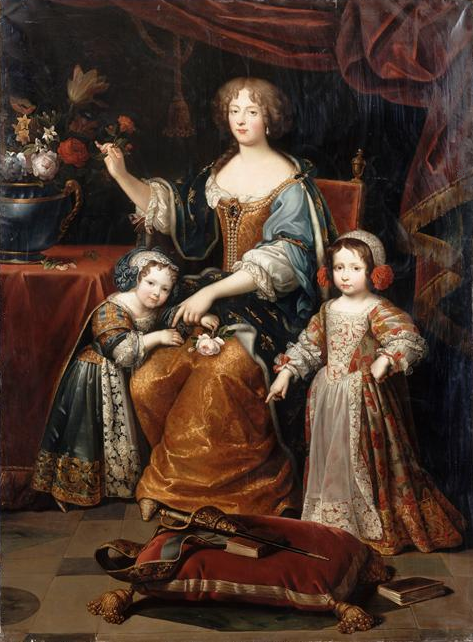
La princesse palatine Élisabeth-Charlotte avec des deux enfants survivants.

Madame est mère de trois enfants avec Monsieur, le frère du Roi. Leur fils Alexandre-Louis d'Orléans, qui est l'ainé, vient au monde en 1673 et meurt prématurément trois ans plus tard. Philippe d'Orléans (le Régent) est le second fils de Madame et de Monsieur. Il est né en 1674 et aura huit enfants avec son épouse Françoise-Marie de Bourbon, fille légitimée de Louis XIV, son oncle paternel. Enfin, Élisabeth-Charlotte d'Orléans est la dernière enfant et la seule fille de la fratrie, mariée à Léopold Ier de Lorraine. Ils auront ensemble treize enfants.
De ce fait, malgré sa descendance limitée à deux enfants survivants à l'enfance, Madame sera communément appelée « ventre de l’Europe ». En effet, cette princesse protestante si mal convertie sera l’aïeule de la plupart des princes et princesses catholiques.
Par son fils le Régent, Madame est l'aïeule de la Maison d’Orléans et de la Maison de Lorraine et à partir d'icelles, des Maisons impériales d'Autriche-Hongrie, du Mexique et du Brésil, des Maisons royales de Belgique, de Bulgarie, d'Italie, d'Espagne, des Deux-Siciles, de Wurtemberg, de Bavière, de Saxe, des Maisons grand-ducales de Luxembourg et de Toscane, des Maisons ducales de Parme et de Modène.
Sa fille sera la belle-mère de l’impératrice Marie-Thérèse via le mariage de cette dernière avec François-Étienne (qui est donc le petit-fils de Madame). La Princesse Palatine est donc l'ancêtre directe de tous les membres de la Maison de Habsbourg-Lorraine - Joseph II, Léopold II, Marie-Antoinette, et aïeule de Marie-Louise (deuxième épouse de Napoléon Ier) - mais aussi des Maisons de Bourbon-Siciles, Bourbon-Parme et d'Italie. Elle est l'ancêtre des rois Albert II de Belgique et Philippe VI d'Espagne, du Grand-duc Henri de Luxembourg et du prince souverain Jean-Adam II de Liechtenstein.
Pour l'anecdote, lorsque la santé du futur Louis XV fit craindre un éventuel glissement de la famille royale vers les Orléans (Philippe d'Orléans étant le suivant dans la ligne de succession), une médaille fut gravée sur ordre du duc Léopold Ier de Lorraine, gendre de Madame. Dédiée à la fécondité de Madame présentée comme le salut de la royauté française avec comme légende FECUNDITAS CONSERVATRIX GALLIAE. En effet, si le futur Louis XV était venu à décéder, c’est Philippe d’Orléans, Régent, qui serait monté sur le trône.

### Tableaux

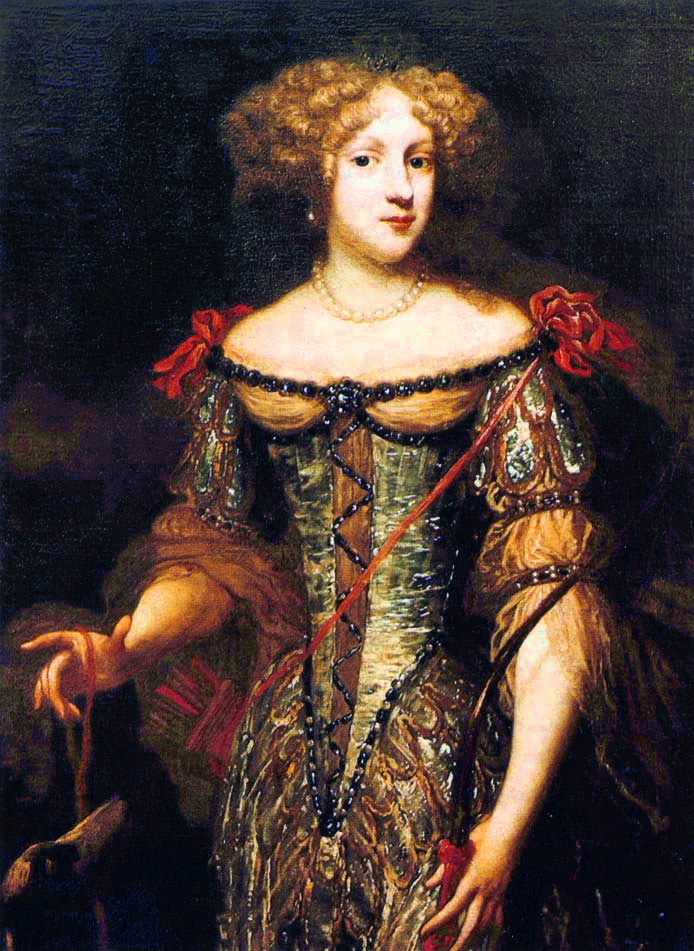
Élisabeth-Charlotte de Palatinat (à l'époque de son mariage).
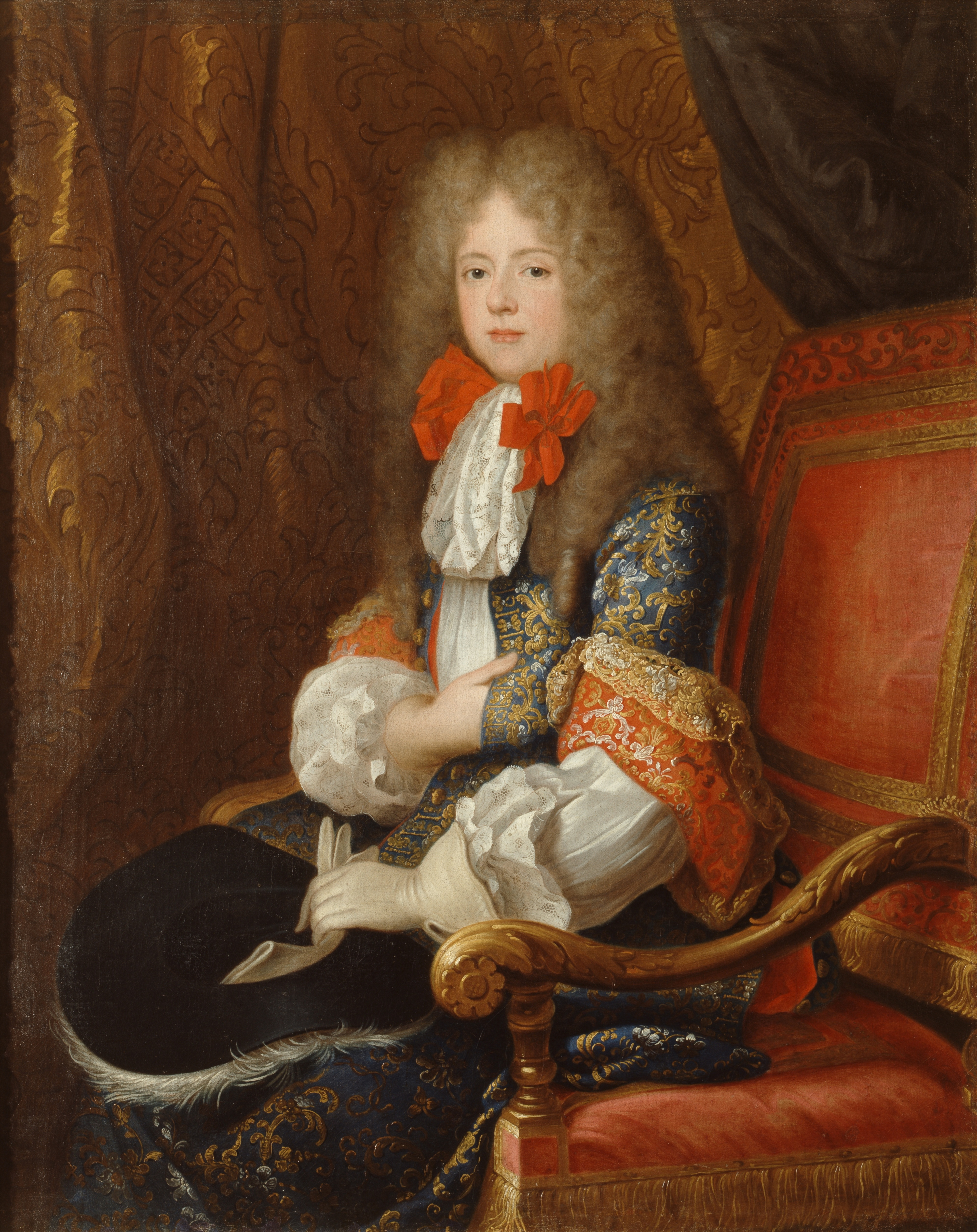
Philippe d'Orléans duc de Chartres, par Louis Ferdinand Elle, 1673.
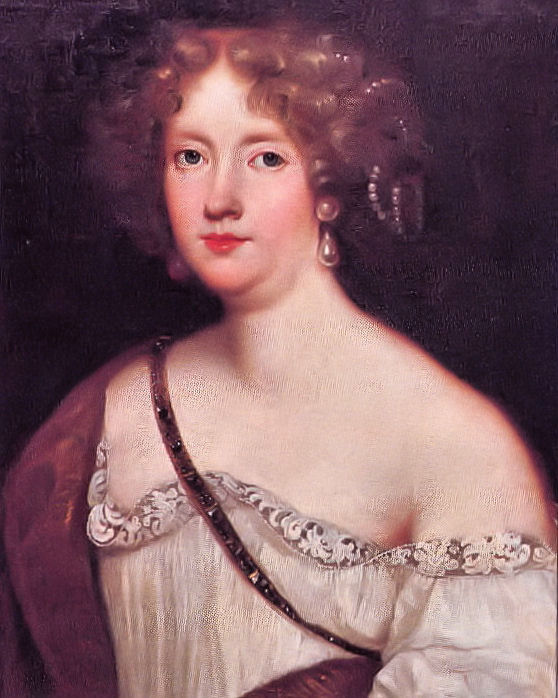
Élisabeth Charlotte, 1677.
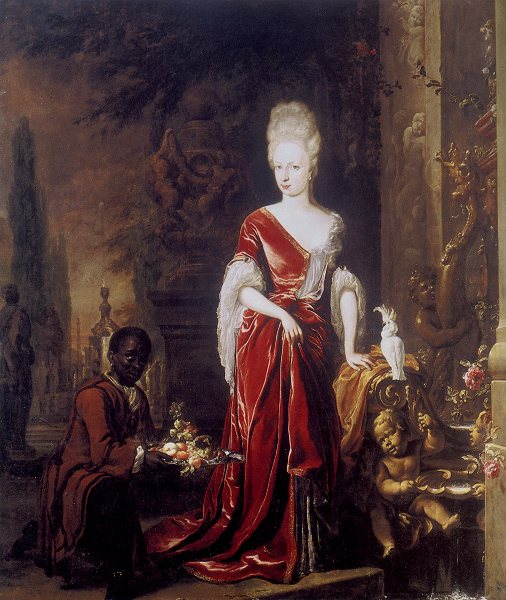
Élisabeth Charlotte, par Jan Weenix, 1697.
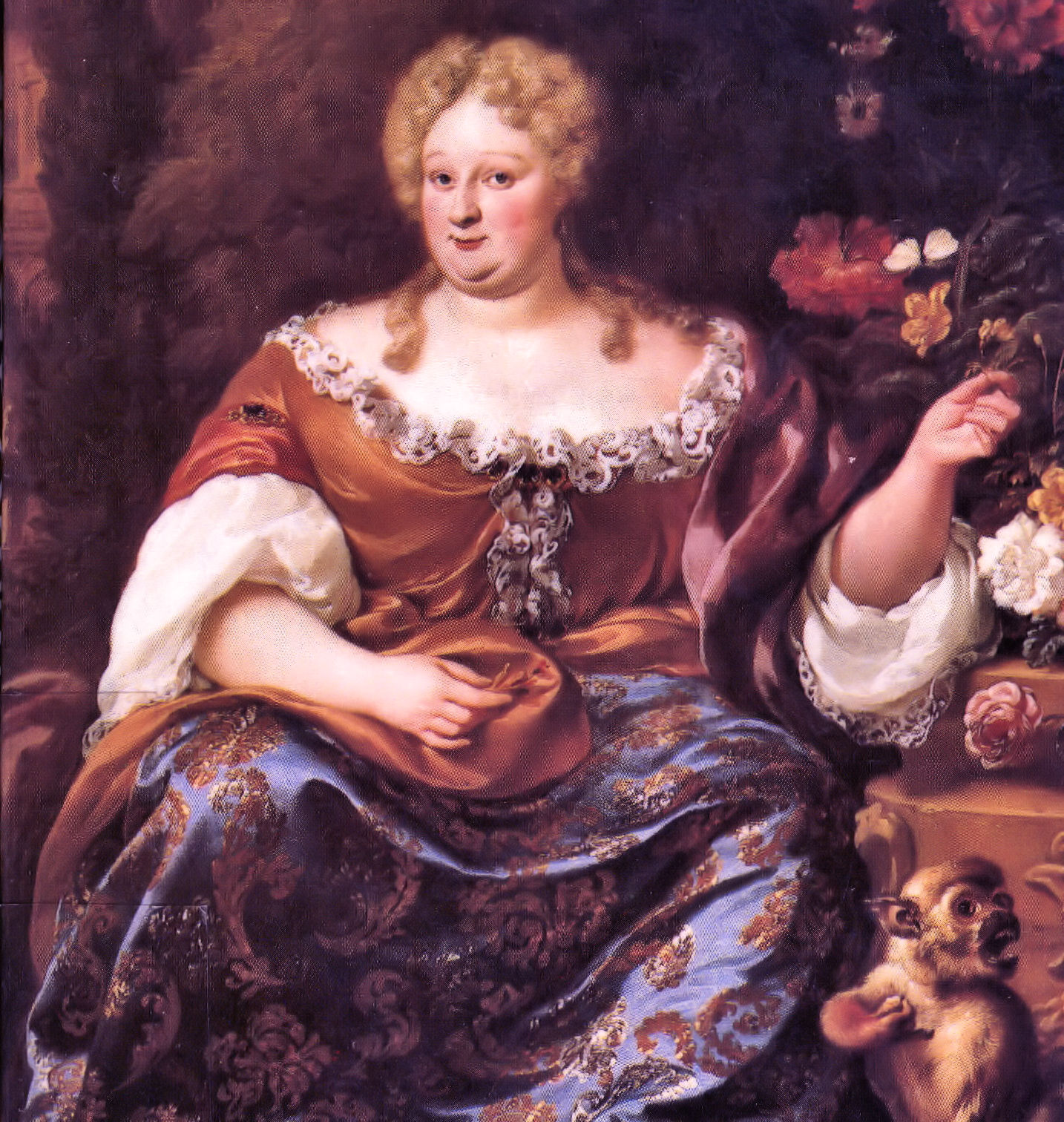
Charlotte-Élisabeth de Bavière.

## Élisabeth-Charlotte dans la culture populaire
- Le planétoïde (4757) Liselotte est nommé en son honneur.

### Iconographie
- Portrait de Charlotte-Élisabeth de Bavière

### Filmographie
- La Princesse Palatine, une commère à la cour de Louis XIV, film documentaire de Jean-Christophe de Revière, France, 2010, 95 min.
- Saisons 2 et 3 de la série Versailles.
- Les Jardins du roi, incarnée par Paula Paul.
- Secrets d'histoire : La Palatine, une commère à la cour de Louis XIV : documentaire-fiction présenté par Stéphane Bern.
- Dans le film L'Échange des princesses (2017), elle est jouée par Andréa Ferréol.

### Source partielle
- Marie-Nicolas Bouillet  et Alexis Chassang (dir.), « Charlotte-Élisabeth de Bavière » dans Dictionnaire universel d’histoire et de géographie, 1878 (lire sur Wikisource)